# Die Nibelungen (minisèrie)
Die Nibelungen és una minisèrie alemanya, italiana, britànica i sud-africana del 2004 dirigida per Uli Edel. El guió està escrit per Diane Duane i Peter Morwood.
La història no és original, sinó inspirada en la llegenda dels Nibelungs, concretament la Völsunga saga. Destacant la representació fidel de Brunilda.
Fou publicat en una versió sencera i una tallada amb 45 minuts menys. A més, és la pel·lícula que més volia crear i dirigir de totes les que tenia al cap des que estudiava cinema.
El repartiment d'actors és el següent: Benno Fürmann com a Eric / Siegfried, Alicia Witt com a Kriemhild, Kristanna Løken com a Brunhild, Max von Sydow com a Eyvind, Julian Sands com a Hagen, Samuel Westcom a Gunther, Robert Pattinson com a Giselher, Mavie Hörbiger com a Lena, Aletta Bezuidenhout com a Hallbera, Sean Higgs com a Alberich, Göts Otto com a Thorkwin, Ralph Moeller com a Thorkilt, Tamsin Maccarthy com a Sieglind, Leonard Moss com a Siegmund.
La banda sonora fou llançada al mercat en març de 2006 per la discogràfica Dancing Ferret Discs (DFD203-16), i conté les següents pistes d'àudio:
1. "Drachengold" per E Nomine – 3:32
2. "Gone With the Wind per Blackmore's Night – 5:15
3. "Somewhere Before" per The Dreamside – 4:44
4. "Drachentöter" per Schandmaul – 4:19
5. "Uthark Runa" per Therion – 4:39
6. "Prolog Andro" per Faun – 4:10
7. "Owe War Sint Verswunden (Nibelungs Edit)" per Estampie – 3:12
8. "Winterborn (Subway To Sally Remix)" per The Crüxshadows – 2:48
9. "Unda" per Faun – 5:06
10. "Egodram!" per Das Ich – 2:35
11. "Shadow of the Moon" per Blackmore's Night – 4:57
12. "Dulcissima (Cantus Buranus Carmina Burana)" per Corvus Corax – 4:58
13. "Forsaken" per The Dreamside – 5:08
14. "Schicksal" per Ilan Eshkeri – 4:20
15. "Eversleeping" per Xandria – 3:38
16. "Todesfinale" per Ilan Eshkeri – 2:51
17. "Remember Me (Kriemhild Edit)" per Qntal – 3:07
18. "Lebenslicht" per Barbi Schiller – 3:41
19. "Riding on the Rocks" per Katie Knight Adams – 4:00

## Rebuda
Jamie Russell la valorà amb 2 sobre 5 dient que "se sent com una novel·la pulp prescindible" i que el repartiment varia de sublim a ridícul. Al The New York Times també rebé una crítica negativa mentre que afirmà que es podia veure i que els escenaris eren encertats.